# Assassinats a Sarlat
Assassinats a Sarlat o Assassinat a Sarlat és un telefilm francès, de la col·lecció Assassinats a..., escrita per Philippe Bernard i Tigran Rosine i dirigida per Delphine Lemoine. Aquest telefilm es va emetre per primera vegada a Suïssa el 25 d'agost de 2017 a RTS Un, a Bèlgica el 21 de setembre a La Une i, a França el 30 de setembre a France 3. S'ha doblat al català oriental central per a TV3 amb el títol d'Assassinats a Sarlat, i al valencià per a À Punt amb el nom d'Assassinat a Sarlat.
És un dels deu episodis clau seleccionats per RTBF per celebrar el desè aniversari de la col·lecció i va estar disponible durant sis mesos a la plataforma en línia Auvio.

## Repartiment
- Cécile Bois: Claire Dalmas
- Thierry Godard: Éric Pavin
- Christopher Buchholz: Simon Walker
- Sabrina Aliane: Samira Andrieu
- Pierre-Arnaud Juin: Christian Charvet
- Christian Sinniger: Alain Dalmas
- Alain Rimoux: Michel Signol
- Stéphane Brel: Vincent Signol
- Fabien Mairey: Jacques Letourneux